# Dmitri Sergejewitsch Tarabin

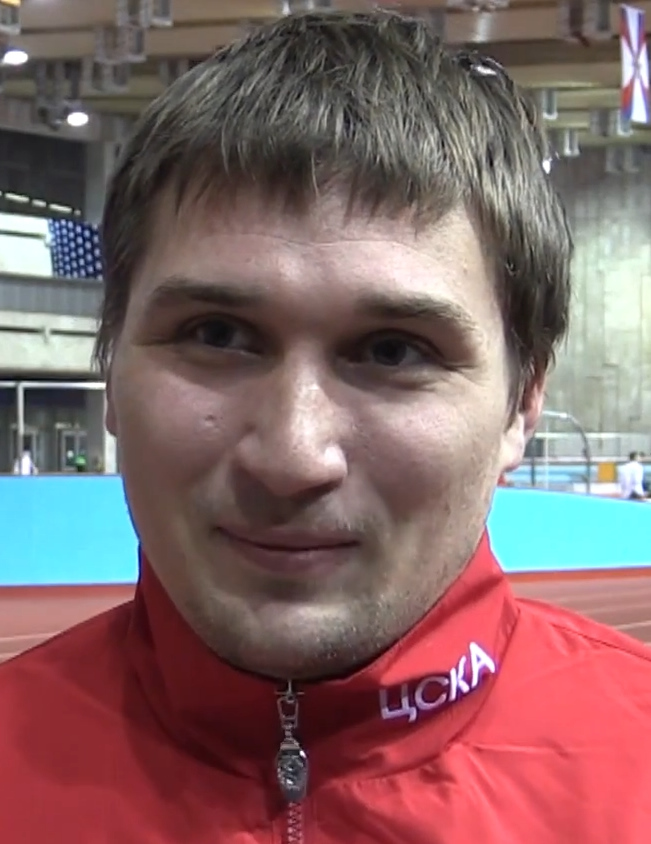
Dmitri Sergejewitsch Tarabin

Dmitri Sergejewitsch Tarabin (russisch Дмитрий Сергеевич Тарабин, engl. Transkription Dmitriy Tarabin; * 29. Oktober 1991 in Berlin) ist ein russischer Speerwerfer.
Als Sohn eines Offiziers verbrachte er seine ersten Lebensjahre in Deutschland. Als er sechs Jahre alt war, zog seine Familie nach Transnistrien. Von früh auf hatte er sich in einer Reihe von Sportarten versucht und war insbesondere im Baseball erfolgreich. Sein Talent, Bälle extrem weit werfen zu können, führte ihn zum Speerwurf.
Bei der Leichtathletik-Team-Europameisterschaft 2009 siegte er für die Republik Moldau in der Dritten Liga. Als doppelter moldauisch-russischer Staatsbürger entschied er sich, nachdem er nach seinem Schulabschluss in Moskau ein Sportstudium begonnen hatte, zukünftig für Russland zu starten.
Ab dem 10. Juli 2010 war er für Russland startberechtigt, und bald darauf gewann er Bronze bei den Juniorenweltmeisterschaften in Monckton.
2011 wurde er Dritter bei den U23-Europameisterschaften in Ostrava und Zehnter bei den Leichtathletik-Weltmeisterschaften in Daegu. Nachdem er 2012 durch eine Verletzung gehandicapt bei den russischen Meisterschaften lediglich Vierter wurde und daraufhin nicht für die Olympischen Spiele in London nominiert wurde, folgte ein außerordentlich erfolgreiches Jahr 2013: Nach Siegen bei der Leichtathletik-Team-Europameisterschaft 2013 und der Universiade in Kasan wurde er am 24. Juli in Moskau mit seiner persönlichen Bestweite von 88,84 m russischer Meister. Bei den Weltmeisterschaften in Moskau gewann er mit 86,23 m die Bronzemedaille.
Dmitri Tarabin ist 1,82 m groß und wiegt 94 kg. Er lebt in Krasnodar und wird von Michail Michejew trainiert. Seit dem Herbst 2012 ist er mit Marija Abakumowa, der Speerwurf-Weltmeisterin von 2011, verheiratet.